# Chapelle Saint-Grat de Mieussy
La chapelle Saint-Grat de Mieussy est une chapelle catholique située, dans la commune de Mieussy, dans le département de la Haute-Savoie.

## Historique
La chapelle fut dédiée à la Sainte Famille, à sainte Anne et à saint Grat, évêque d'Aoste au Ve siècle, vénéré par les agriculteurs.
Cette chapelle fut fondée et dotée le 24 avril 1697 par les frères Joseph et François Fertaz de Matringes.
Elle fut rénovée vers 1791, mais est partiellement détruite puis rénovée grâce à Joseph Gaudin et son épouse Marie Humbert, en 1865 (inscription sur la croix devant la chapelle).